# Dillingham
Dillingham är en ort (city) i Dillingham Census Area i delstaten Alaska i USA. Orten har 2 249 invånare (2020), på en yta av 93,41 km².